# Hélity
Hélity Copter Airlines es una aerolínea española con sede en Ceuta creada en 2016.

## Historia
La aerolínea se fundó en 2016 con el fin de unir la ciudad autónoma de Ceuta con Algeciras (España) y Málaga (España) mediante helicópteros.
Helity mantiene actualmente una media de seis vuelos redondos en la línea Ceuta-Algeciras. Lo hace en tan solo siete minutos, frente a la hora que tardan los barcos más rápidos cubriendo el mismo recorrido. También mantiene los vuelos al aeropuerto de Málaga, siete al día con refuerzos en algunas fechas de mayor demanda. Estos se cubren en 25 minutos. En octubre de 2020 anunció la apertura de la ruta Málaga-Gibraltar, que ya no opera.  Desde 2017 planea abrir rutas entre Ceuta, la Península y Marruecos.

## Destinos
| País      | Destinos  | Aeropuertos/helipuertos            |
| --------- | --------- | ---------------------------------- |
| España    | Algeciras | Helipuerto de Algeciras            |
| España    | Ceuta     | Helipuerto de Ceuta                |
| España    | Málaga    | Aeropuerto de Málaga-Costa del Sol |
| Gibraltar | Gibraltar | Aeropuerto de Gibraltar (chárter)  |

### Destinos planeados
| Países    | Destinos | Aeropuertos                      |
| --------- | -------- | -------------------------------- |
| España    | Melilla  | Aeropuerto de Melilla            |
| Marruecos | Tánger   | Aeropuerto de Tánger-Ibn Battuta |
| Marruecos | Tetuán   | Aeropuerto de Tetuán-Sania Ramel |

## Flota
La flota de Hélity consta de las siguientes aeronaves: 
| Aeronaves             | En servicio | Pedidos | Pasajeros | Matrículas                      |
| --------------------- | ----------- | ------- | --------- | ------------------------------- |
| Agusta-Westland AW139 | 4           | —       | 15        | EC-NEP, EC-MUN, EC-NSR y EC-MLK |